# Triadobatrach
Triadobatrachus – nazwa rodzajowa najwcześniejszego znanego przodka żab (za najstarszą znaną żabę w ścisłym znaczeniu tego słowa uchodzi Prosalirus). Triadobatrach żył we wczesnym triasie (około 250 milionów lat temu) na terenie obecnego Madagaskaru, który wchodził w owym czasie w skład superkontynentu Pangea. Zwierzę to żyło na moczarach, a budowa jego czaszki wskazuje, że miało dobry słuch.

## Triadobatrachus jako przodek współczesnych żab

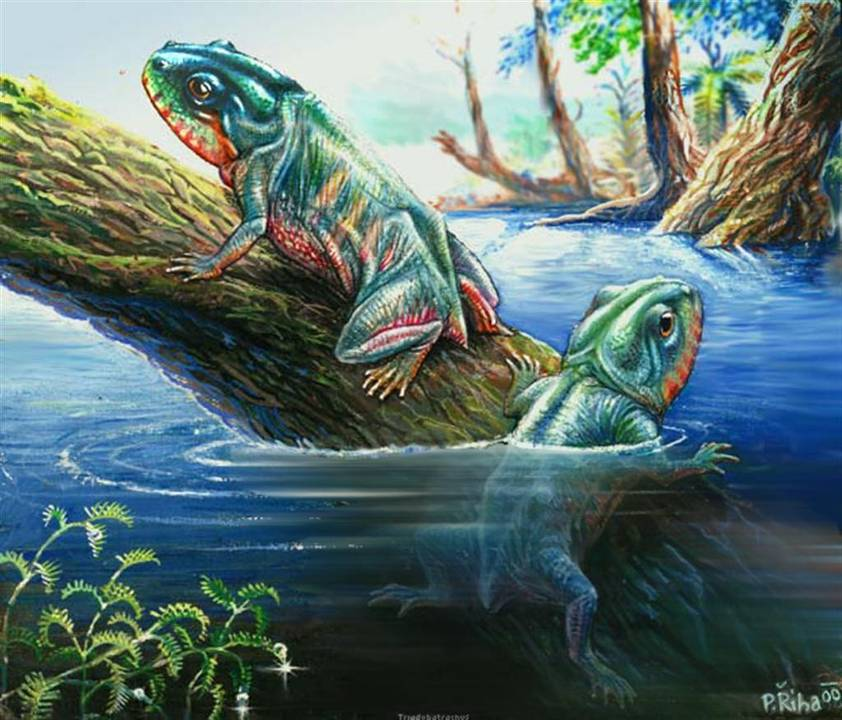
Triadobatrachus massinoti

Pod względem budowy triadobatrachus wykazuje liczne cechy przejściowe pomiędzy Labiryntodontami, jak na przykład Doleserpeton z wczesnego permu, a płazami bezogonowymi. Wskazują na to następujące cechy:
- Czaszka bardzo podobna do czaszek współczesnych płazów bezogonowych: Była duża, ale delikatnej budowy. Kość czołowa i ciemieniowa są zrośnięte. Czaszka triadobatrachusa posiadała też analogicznie duże oczodoły.
- Kość miedniczna jest wydłużona, wprawdzie nie aż tak jak u dzisiejszych żab, ale bardziej niż u labiryntodontów. Nie posiadała jednak typowo żabiego mocnego połączenia z kręgosłupem.
- Ciało Triadobatrachusa było lekko wydłużone. Zwierzę posiadało aż 24 kręgi (w tym 6 ogonowych u dorosłych osobników), podczas gdy współczesne żaby mają ich od 5 do 9, a ich kręgi ogonowe są zrośnięte i nie tworzą ogona.
- Triadobatrachus, podobnie jak obecnie żyjące płazy bezogonowe, nie posiadał żeber.
- Tylne kończyny były dość duże. Nie były jednak na tyle rozwinięte, by pozwalały na dokonywanie żabich skoków. Być może zwierzę używało ich, odpychając się w wodzie.
- Kości obręczy barkowej były także słabsze niż u dzisiejszych żab, u których kończyny przednie są na tyle mocne, by wytrzymać lądowanie po skoku.
- Kości przedramienia i podudzia żab są zrośnięte. Triadobatrachus nie posiadał tej cechy.